# Campionati statunitensi di sci alpino 2000
I Campionati statunitensi di sci alpino 2000 si svolsero a Jackson dal 24 al 29 marzo. Furono assegnati i titoli di discesa libera, supergigante, slalom speciale e combinata, sia maschili sia femminili, e di slalom gigante maschile.
Trattandosi di competizioni valide anche ai fini del punteggio FIS, vi parteciparono anche sciatori di altre federazioni, senza che questo consentisse loro di concorrere al titolo nazionale statunitense.

## Risultati

### Uomini

#### Discesa libera
| Pos. | Atleta           | Nazione     | Tempo   |
| ---- | ---------------- | ----------- | ------- |
| 1    | Chris Puckett    | Stati Uniti | 1:07,80 |
| 2    | Darin McBeath    | Canada      | 1:08,12 |
| 3    | Kevin Wert       | Canada      | 1:08,45 |
| 4    | Jeff Durand      | Canada      | 1:08,71 |
| 5    | Stefan Overgaard | Canada      | 1:08,78 |
| 6    | Jakub Fiala      | Stati Uniti | 1:08,80 |
| 7    | Dane Spencer     | Stati Uniti | 1:08,85 |
| 8    | Casey Puckett    | Stati Uniti | 1:09,02 |
| 9    | Daron Rahlves    | Stati Uniti | 1:09,08 |
| 10   | Brett Fischer    | Stati Uniti | 1:09,11 |

Data: 24 marzo

#### Supergigante
| Pos. | Atleta              | Nazione     | Tempo   |
| ---- | ------------------- | ----------- | ------- |
| 1    | Daron Rahlves       | Stati Uniti | 1:23,93 |
| 2    | Casey Puckett       | Stati Uniti | 1:24,58 |
| 3    | Bode Miller         | Stati Uniti | 1:24,63 |
| 4    | Jakub Fiala         | Stati Uniti | 1:25,13 |
| 5    | Chad Mullen         | Canada      | 1:25,28 |
| 6    | Kevin Wert          | Canada      | 1:25,50 |
| 7    | Geoffrey Stephenson | Stati Uniti | 1:25,71 |
| 8    | Erik Schlopy        | Stati Uniti | 1:25,92 |
| 9    | Brett Fischer       | Stati Uniti | 1:25,98 |
| 10   | Travis Svensrud     | Stati Uniti | 1:26,04 |

Data: 25 marzo

#### Slalom gigante
| Pos. | Atleta           | Nazione     | Tempo   |
| ---- | ---------------- | ----------- | ------- |
| 1    | Casey Puckett    | Stati Uniti | 2:07,40 |
| 2    | Erik Schlopy     | Stati Uniti | 2:07,47 |
| 3    | Daron Rahlves    | Stati Uniti | 2:07,74 |
| 4    | Chris Puckett    | Stati Uniti | 2:08,04 |
| 5    | Jakub Fiala      | Stati Uniti | 2:08,54 |
| 6    | J. Andrew Martin | Stati Uniti | 2:08,57 |
| 7    | Bode Miller      | Stati Uniti | 2:08,93 |
| 8    | Sacha Gros       | Stati Uniti | 2:09,01 |
| 9    | Tyler Shepherd   | Stati Uniti | 2:09,30 |
| 10   | Chip Knight      | Stati Uniti | 2:09,59 |

Data: 27 marzo

#### Slalom speciale
| Pos. | Atleta              | Nazione     | Tempo   |
| ---- | ------------------- | ----------- | ------- |
| 1    | Erik Schlopy        | Stati Uniti | 1:30,76 |
| 2    | Bode Miller         | Stati Uniti | 1:31,11 |
| 3    | Sacha Gros          | Stati Uniti | 1:32,41 |
| 4    | Michael Tichy       | Canada      | 1:32,59 |
| 5    | Drew Thorne-Thomsen | Stati Uniti | 1:33,50 |
| 6    | Chip Knight         | Stati Uniti | 1:33,57 |
| 7    | Casey Puckett       | Stati Uniti | 1:33,67 |
| 7    | Tom Rothrock        | Stati Uniti | 1:33,67 |
| 9    | Martin Tichý        | Canada      | 1:34,25 |
| 10   | Joshua Transue      | Stati Uniti | 1:34,37 |

Data: 29 marzo

#### Combinata
| Pos. | Atleta        | Nazione     |
| ---- | ------------- | ----------- |
| 1    | Casey Puckett | Stati Uniti |
| 2    | ?             | ?           |
| 3    | ?             | ?           |

### Donne

#### Discesa libera
| Pos. | Atleta             | Nazione     | Tempo   |
| ---- | ------------------ | ----------- | ------- |
| 1    | Kirsten Clark      | Stati Uniti | 1:11,25 |
| 2    | Lindsey Vonn       | Stati Uniti | 1:11,93 |
| 3    | Caroline Lalive    | Stati Uniti | 1:12,08 |
| 4    | Julia Mancuso      | Stati Uniti | 1:12,23 |
| 5    | Kristen Bybee      | Stati Uniti | 1:13,09 |
| 6    | Libby Ludlow       | Stati Uniti | 1:13,16 |
| 7    | Molly Russell      | Stati Uniti | 1:13,32 |
| 8    | Alexandra Munteanu | Stati Uniti | 1:13,38 |
| 9    | Mia Cullman        | Stati Uniti | 1:13,58 |
| 10   | April Mancuso      | Stati Uniti | 1:13,64 |

Data: 24 marzo

#### Supergigante
| Pos. | Atleta           | Nazione     | Tempo   |
| ---- | ---------------- | ----------- | ------- |
| 1    | Kirsten Clark    | Stati Uniti | 1:23,50 |
| 2    | Julia Mancuso    | Stati Uniti | 1:24,66 |
| 3    | Caroline Lalive  | Stati Uniti | 1:24,87 |
| 4    | Libby Ludlow     | Stati Uniti | 1:25,83 |
| 5    | Lindsey Vonn     | Stati Uniti | 1:26,30 |
| 6    | Kristina Koznick | Stati Uniti | 1:26,31 |
| 7    | April Mancuso    | Stati Uniti | 1:26,43 |
| 8    | Elisha Stephens  | Stati Uniti | 1:26,53 |
| 9    | Hilary McCloy    | Stati Uniti | 1:27,47 |
| 10   | Mia Cullman      | Stati Uniti | 1:27,51 |

Data: 26 marzo

#### Slalom speciale
| Pos. | Atleta           | Nazione     | Tempo   |
| ---- | ---------------- | ----------- | ------- |
| 1    | Caroline Lalive  | Stati Uniti | 1:31,86 |
| 2    | Kristina Koznick | Stati Uniti | 1:32,38 |
| 3    | Sarah Schleper   | Stati Uniti | 1:34,86 |
| 4    | Céline Dole      | Francia     | 1:35,78 |
| 5    | Tasha Nelson     | Stati Uniti | 1:35,80 |
| 6    | Julia Mancuso    | Stati Uniti | 1:37,95 |
| 7    | Elizabeth Sherry | Stati Uniti | 1:38,73 |
| 8    | Tove Pashkowski  | Stati Uniti | 1:38,98 |
| 9    | Kateřina Tichý   | Canada      | 1:39,02 |
| 10   | Lauren Ross      | Stati Uniti | 1:39,76 |

Data: 29 marzo

#### Combinata
| Pos. | Atleta          | Nazione     |
| ---- | --------------- | ----------- |
| 1    | Caroline Lalive | Stati Uniti |
| 2    | ?               | ?           |
| 3    | ?               | ?           |